# Same night, Same face
「Same night, Same face」（セイムナイト、セイムフェイス）は、1999年10月14日にリリースされたFayrayの5thシングル。発売元はアンティノスレコード。

## 収録曲
1. Same night, Same face
  - 作詞：井上秋緒、作曲・編曲：浅倉大介
2. No, never
  - 作詞・作曲：Fayray、編曲：野崎貴郎
3. その愛のかたち
  - 作詞・作曲：Fayray、編曲：野崎貴郎

## 参加ミュージシャン
Same night, Same face
- 浅倉大介：Programming & Keyboards & Chorus
- 斉藤久美：Chorus

No, never
- 小倉博和：Acoustic Guitar & Electronic Guitar
- 小川真司：Electronic Bass

その愛のかたち
- 小倉博和：Acoustic Guitar & Electronic Guitar
- 渡辺等：Wood Bass

## タイアップ
- 朝日放送テレビ・テレビ朝日系「人気者でいこう!」エンディングテーマ（#1）
- プレイステーション『ジルオール』イメージソング（#1）
- フジテレビ系「うっひゃ〜!!はなさかロンドンブーツ」エンディングテーマ（#2）
- WOWOW「Tokyo LONBOO Tower」エンディングテーマ（#3）

## テレビ出演
Same night, Same face
- 1999年10月18日 フジテレビ系「HEY!HEY!HEY! MUSIC CHAMP」

No, never
- 1999年12月20日 フジテレビ系「HEY!HEY!HEY! MUSIC CHAMP 生のCHAMP X'mas III」